# 天野幸一
天野 幸一（あまの こういち、1910年（明治43年）12月12日 - 1986年（昭和61年）12月11日）は、日本の政治家。元東京都大田区長。

## 来歴・人物
宮城県伊具郡丸森町生まれ。大田区予算係長、財政課長、総務課長、教育委員会学務課長、総務部長などを歴任。1966年、助役に就任。
1973年8月5日、区長準公選条例に基づき区長候補選出の区民投票が実施され、天野が最高得票を集める。同年8月20日、区議会で区長に選任される。
1975年4月27日に行われた区長選挙に自民党の推薦を受けて立候補し初当選。
1986年12月11日、虚血性心不全のため75歳で死去。